# Manif d'art
 (juin 2021).
Si vous disposez d'ouvrages ou d'articles de référence ou si vous connaissez des sites web de qualité traitant du thème abordé ici, merci de compléter l'article en donnant les références utiles à sa vérifiabilité et en les liant à la section « Notes et références ».
La première édition de Manif d'art - La biennale de Québec (anciennement Manifestation internationale d’art de Québec ou MIAQ) a été lancée à l’automne 2000 par le centre d’artistes l’Œil de Poisson dirigé par Claude Bélanger. Ce dernier œuvrait depuis 1998 au projet. Claude Bélanger fonde l’organisme en 2002 afin d’assurer la pérennité de l’événement biennal. En 2013, l’organisme adopte l’appellation Manif d’art.

## Histoire
La Manifestation internationale d'art de Québec a pris le nom de Manif d'art le 18 novembre 2013.

## Manif d'art - La biennale de Québec
Manif d’art – La biennale de Québec présente à Québec et en périphérie le travail de près de 100 artistes nationaux et internationaux sur un thème commun, différent à chaque édition. Depuis sa première édition à l’automne 2000, plus de 50 organismes culturels et artistiques de la ville de Québec et de l’international collaborent à ce festival. Se tenant tous les deux ans entre février et avril, Manif d’art – La biennale de Québec est la seule biennale hivernale.
L’événement propose de nombreuses expositions, conférences, classes de maître et des activités d’animation et de médiation en direction de différents publics. Elle compte également des activités satellites (productions musicales, cinématographiques, chorégraphiques et d’animation) associées à la thématique. La présence des artistes revêt une importance majeure pour Manif d’art. Ils sont invités à participer aux montages, aux vernissages des expositions, aux activités satellites, et à échanger avec leurs pairs, les spécialistes en art contemporain, les critiques d’art et le public.
Dix éditions de Manif d’art – La biennale de Québec ont vu le jour depuis 2000 :
- 1re édition : "Ornementations"[2] du 1er septembre au 15 octobre 2000, commissaire Andrée Daigle
- 2e édition : "Bonheur et simulacres"[3] du 1er au 31 mai 2003, commissaire Bernard Lamarche[4]
- 3e édition : "Cynismes?"[5] du 1er mai au 12 juin 2005, commissaires Patrice Loubier et André-Louis Paré
- 4e édition : "Toi/You, la rencontre"[6] du 1er mai au 15 juin 2008, commissaire Lisanne Nadeau[7]
- 5e édition : "Catastrophe? Quelle catastrophe!"[8] du 1er mai au 13 juin 2010, commissaire Sylvie Fortin
- 6e édition : "Machines, les formes du mouvement"[9] du 3 mai au 3 juin 2012, commissaire Nicole Gingras[10]
- 7e édition : "Résistance – Et puis, nous avons construit de nouvelles formes"[11] du 3 mai au 1er juin 2014, commissaire Vicky Chainey Gagnon[12]
- 8e édition : "L'Art de la joie"[13] du 17 février au 14 mai 2017, commissaire Alexia Fabre
- 9e édition : "Si petits entre les étoiles, si grands contre le ciel"[14] du 16 février au 21 avril 2019, commissaire Jonathan Watkins[15]
- 10e édition : "Les illusions sont réelles"[16], du 19 février au 24 avril 2022, commissaire Steven Matijcio[17]

### Manif d'art 7
Les lignes directrices de Manif d’art 7, telles que définies par la commissaire Vicky Chainey Gagnon, se sont déployés autour du thème « Et puis, nous avons construit de nouvelles formes ». L’événement a mis de l’avant la reconnaissance du rôle critique joué par les arts visuels et médiatiques dans la documentation de conflits et de manifestations de résistance. La commissaire a approfondi cette thématique en abordant les nombreuses tactiques et stratégies qui façonnent les pratiques radicales actuelles. Dans chacun des cas, c’est la fonction politique de l’art, du cinéma, de la vidéo et de la performance qui a été examinée.
Plus de 120 artistes de 9 pays différents et 35 lieux d’exposition intérieurs et extérieurs de la Ville de Québec. Quelques artistes de cette édition: Abbas Akhavan, Gisele Amantea, Mathieu Beauséjour,  Rebecca Belmore, Ron Benner, Dominique Blain, Mark Boulos, Martin Bureau, Jarod Charzewski,  Geneviève Chevalier, Marc-Antoine Côté, Jean-Robert Drouillard, Les Fermières obsédées, Regina José Galindo, Richard Martel, Nadia Myre, Clint Neufeld, Giorgia Volpe, Doyon-Rivest.

### Manif d'art 8
Pour la première fois en 2017, Manif d’art a fait appel à une commissaire de renommée internationale, Alexia Fabre, Conservatrice en chef du patrimoine au Musée d'Art contemporain du Val-de-Marne (MAC VAL), et à une commissaire adjointe de la relève canadienne. Cette édition de la biennale a marqué un grand changement dans l’organisation de l’événement avec un partenariat bonifié avec le Musée national des beaux-arts du Québec qui a présenté l’exposition centrale dans les quatre salles d’expositions temporaires du nouveau Pavillon Pierre-Lassonde. En plus des vingt-cinq artistes de l’exposition centrale, Manif d’art 8 comptait près de quinze codiffuseurs, dix diffuseurs satellites, huit collaborateurs spéciaux et quinze expositions extérieures. Elle a également ajouté un programme de résidences pour favoriser la présentation d’œuvres inédites. La thématique de Manif d’art 8 s’inspire d’un roman de Goliarda Sapienza écrit entre 1967 et 1978 « L’art de la joie », un roman initiatique dont l’héroïne fait de la joie la conquête de sa vie.
- L’exposition centrale au Musée national des beaux-arts du Québec :

Les artistes canadiens, BGL, Jacynthe Carrier et L’orchestre d’hommes orchestres, Robbin Deyo, Cynthia Dinan-Mitchell, Coco Guzman, Steve Heimbecker, Pierre&Marie, Vicky Sabourin, Mathieu Valade et internationaux Pilar Albarracín (Esp), Carlos Amorales (Mex), Christian Boltanski (Fr), Clément Cogitore (Fr), Annette Messager (Fr), Morgane Tschiember (Fr), Jean-Luc Verna (Fr).
- Les expositions en galeries et centre d’artistes :

Jordan Bennett au centre Regart, Dan Brault au Grand théâtre de Québec, Chun Hua Catherine Dong au Théâtre Périscope, Parastou Forouhar (All) à Engramme, Joël Hubaut (Fr) au centre Le Lieu, Sarah Anne Johnson à VU photo, Josée Landry Sirois et Paryse Martin à la Maison Hamel-Bruneau, Sarah Maloney et Karine Payette dans la galerie Materia, Robyn Moody à la Chambre Blanche, Nøne Futbol Club (Fr) à L’Œil de Poisson, Jean Christophe Norman (Fr) à la Galerie des arts visuels de l’Université Laval, Yaloo (Ji Yeon Lim) (USA) à La Bande Vidéo.
- Les expositions en arts public :

ÆLAB, Guillaume Arseneault, Dan Brault sur la façade du Grand théâtre de Québec, Lisa Birke à Manif d’art (vitrine), Patrick Dionne et Miki Gingras, Jean Dubois, Yeondoo Jung (Corée du Sud), Ange Leccia (Fr) sur la façade du Musée de la Civilisation, Jean-Charles Massera (Fr), Élodie Pong (Suisse), Jocelyn Robert sur la façade du Séminaire de Québec, Société réaliste (Fr), Mathieu Valade.

### Manif d'art 9
Le commissaire international de la 9ème édition de la biennale de Québec est l’Anglais Jonathan Watkins. Actuel directeur de l’Ikon Gallery et ancien commissaire de plusieurs expositions et biennales à dimension internationale, Jonathan Watkins a proposé cet extrait de la chanson Stories of the Street (1967) de Leonard Cohen comme source de réflexion pour Manif d’art 9 : « Si petits entre les étoiles, si grands contre le ciel ». Un commissaire adjoint canadien différent est choisi par Manif d’art pour assister le commissaire principal lors de chacune des éditions de la biennale. Pour cette édition, c’est la commissaire Michelle Drapeau qui a été sélectionnée.
Manif d’art 9 – La biennale de Québec se compose de :
- Une exposition centrale au Musée national des beaux-arts du Québec[20] :

Dix-neuf artistes provenant de huit pays investissent le Pavillon Pierre-Lassonde : Manasie Akpaliapik, Shuvinai Ashoona, Christiane Baumgartner, Patrick Bernatchez, Vija Celmins, Daniel Corbeil, Michael Flomen, Caroline Gagné, Jim Holyoak et Matt Shane, Kristof Kintera, Dinh Q. Lê, Britta Marakatt-Labba, Meryl McMaster (en), Fanny Mesnard, Haroon Mirza (en), Cornelia Parker, Reno Salvail, Tomás Saraceno.
- Des expositions en galerie :

Douze centres d’artistes et lieux de diffusion culturelle se sont joints à Manif d’art 9 à titre de codiffuseurs : La Chambre Blanche, la Galerie des arts visuels, Le Lieu, le Musée Huron-Wendat, Regart, la Maison de la littérature, La Bande Vidéo, Materia, Engramme, l’œil de poisson, la Villa Bagatelle, VU. Celles-ci mettent en vedette des artistes provenant de huit pays : Amélie Laurence Fortin, Oliver Beer, Nadia Myre, Hannah Claus, Shimabuku, Anne-Marie Proulx, Felipe Castelblanco, Polly Apfelbaum, Christiane Baumgartner, Lutz & Guggisberg, George Shaw, Thomas Bewick, Rika Noguchi.
La majorité des projets de ce volet sont inédits et réalisés grâce à des résidences de création avec Manif d’art. Cinq artistes ont été accueillis en résidence à l’été 2018, pour un total de 60 jours : Rika Noguchi (Japon), Shimabuku (Japon), AK Dolven (Norvège), Felipe Castelblanco (Colombie/Suisse), Christiane Baumgartner (Allemagne). Ces résidences ont été réalisées en collaboration avec les centres d'artistes VU, Regart et La Bande vidéo.
- Un volet Art public :

Une dizaine de projets extérieurs ponctuent le paysage urbain du Vieux-Québec et de ses environs pour former un parcours d’art public piétonnier : Beat Streuli et AK Dolven à l’Édifice Marie-Guyart, Anne-Marie Proulx à la Maison de la littérature, Meryl McMaster Place D’Youville, Marianne Nicolson au Monastère des Augustines, Susan Philipsz au Parc de l’Artillerie, Kelly Mark à Manif d’art, Shayne Dark au Parc de l’Esplanade, Shimabuku au Terminus de la Traverse à Lévis.
- Un volet Jeunes commissaire :

Douze commissaires de la relève réinterprètent à leur manière la proposition thématique de Jonathan Watkins. Ces dix projets sont disséminés dans divers lieux d’exposition de la région de Québec : Sophie Jacques à la Galerie Michel Guimont, Audrey Careau à la Galerie 3, Catherine Blanchet à la Maison Simons, Isabel Trépanier à l’espace)(parenthèses, Jason Béliveau à la Salle Multi du MNBAQ, Anne-Sophie Blanchet à la Maison Tessier-dit-Laplante (artiste: Marie-Fauve Bélanger), Frédérique Renaud au Musée d'art contemporain de Baie-Saint-Paul, Jeanne Couture à Ni Vu Ni Cornu, Sevia Pellissier et Florence Gariépy aux Ateliers du réacteur, Anne D’Amours Mc Donald et Julien St-Georges Tremblay dans les bibliothèques de Québec.
- Un volet jeunesse « P’tite Manif » composé d’une exposition, d’un jeu concours, d’ateliers et d’activités de médiation.
- Des activités satellites :

Elles contribuent à la vitalité de Manif d’art – La biennale de Québec en ajoutant à sa programmation des initiatives indépendantes. Ces expositions, spectacles et événements se déploient dans la ville de Québec au cours de la biennale, diversifie son offre artistique et mobilise tout un ensemble d’acteurs culturels.

### Manif d'art 10
- Une exposition centrale au Musée national des beaux-arts du Québec :

Vingt-un artistes provenant de plusieurs pays investissent le Pavillon Pierre-Lassonde : Pierre Huyghe (France), Gillian Wearing (Angleterre), Titus Kaphar (États-Unis), Gabriel Lester (Pays-Bas), Tauba Auerbach (États-Unis), Tony Tasset (États-Unis), Nicolas Baier (Canada), Michel de Broin (Canada), Brian Jungen (Canada), Karine Payette (Canada), Karine Fréchette (Canada), Annie Baillargeon (Canada), Caroline Cloutier (Canada) et Karen Tam (Canada).
Des expositions en centres, d'artistes, galeries et lieux publics :
Des centres d’artistes et lieux de diffusion culturelle se sont joints à Manif d’art 10 à titre de codiffuseurs: Maison de la littérature avec Marc-Antoine K. Phaneuf,  La Chambre blanche avec David Rokeby, Jean-Pierre Gauthier, Annie Baillargeon à la Place D'Youville et à la Galerie 3, au Lieu avec Skawennati, Ludovic Boney au Centre Alyne-LeBel, la Place D'Armes avec Alicja Kwade, la Redoute Dauphine avec Cannupa Hanska Luger, Dgino Cantin à la Galerie Engramme, Diane Landry au Grand Théâtre de Québec, Natascha Niederstrass à VU, Annie Briard à La Bande Vidéo, etc.

### Manif d'art 11
La commissaire internationale de la 11ème édition de la biennale de Québec est Marie Muracciole. 
- Une exposition centrale chez Exmuro, dans la maison Hazeur, ainsi qu’à l’Espace Quatre Cent.

Des expositions en centres, d'artistes, galeries et lieux publics :
Des centres d’artistes et lieux de diffusion culturelle se sont joints à Manif d’art 11 à titre de codiffuseurs dans plusieurs villes du Québec: Ville de Québec, Wendake, Lévis, Joliette et Baie-Saint-Paul.

### Manif d'art 12
Le commissaire international de la 12e édition de la biennale de Québec est Didier Morelli. Le thème: Briser la glace/Splitting ice
Du 28 février au 19 avril 2026

## Autres projets

### Prix Videre en arts visuels
"Orchestrés par Manif d’art, les Prix Videre en arts visuels sont décernés annuellement dans le cadre de la cérémonie des Prix d’excellence des Arts et de la Culture, un événement produit et réalisé par le Conseil de la culture des régions de Québec et de Chaudière-Appalaches. Attribués après un appel de dossiers et par un jury de pairs ayant visité les expositions réalisées dans la région de Québec au cours de la saison, les Prix Videre en arts visuels reconnaissent le talent créatif des artistes régionaux depuis 1993. 
Ces distinctions, accompagnées d’un prix de 500 $, sont rendues possibles grâce au soutien de la Faculté d’aménagement, d’architecture, d’art et de design de l'Université Laval et de la Caisse d’économie solidaire Desjardins.
Le mot videre provient du latin classique et a évolué pour devenir le verbe « voir ». 

### Vitrine / Galerie
Depuis 2015, Manif d’art présente régulièrement des projets d’art numérique dans son espace Vitrine / Galerie. Bien que des projets soient parfois initiés et gérés de façon autonome, les collaborations au sein de la communauté artistique sont toujours privilégiées. En ce sens, Manif d’art propose un espace flexible, ouvert à des propositions spontanées de durées diverse et prenant des formes variées.

## Activités internationales
Manif d’art s'associe régulièrement à divers centres d’artistes ou organisations pour présenter des programmations à l’étranger, accueillir des programmations d’artistes étrangers à Québec ou réaliser des interventions ponctuelles.
Participation internationale jusqu’à maintenant :
- 2017 -2018, France : Pour la huitième édition de la biennale de Québec, l’équipe de Manif d’art s’est associé Alexia Fabre, directrice du Musée d'Art contemporain du Val-de-Marne (MAC VAL) à titre de commissaire internationale. Alexia Fabre a ensuite choisi cinq projets d’artistes canadiens qui ont été présentés dans l’exposition collective Sans réserve?[24] au MAC VAL du 20 octobre 2017 au 5 janvier 2018. Les œuvres exposées étaient : Parade de Jacynthe Carrier et l’orchestre d’hommes-orchestres, Husbands and I de Chun hua Catherine Dong, Herd : Heard de Jordan Bennett, Manifeste de Mathieu Valade et L’il y a de Jocelyn Robert.

- 2015, France : Projet d’échange en arts visuels entre les artistes de Québec et ceux de Nantes, en France. Initié par Manif d’art, ce projet a permis à neuf artistes de Québec d’investir la ville de Nantes, du mois de mai au mois d’août 2015 et ce, par l’entremise de cartes blanches ou de résidences. Diane Landry et Jocelyn Robert ont présenté leurs œuvres dans le cadre du festival multidisciplinaire Le voyage à Nantes. À l’automne 2015, c’était au tour des artistes de Nantes d’investir des galeries de Québec.

- 2012, Mexique : Dans le cadre du Festival Cultural de Mayo à Guadalajara, où le Québec était l'invité d'honneur, présentation de l’exposition collective Candide/Candido regroupant installations, peintures, œuvres photographiques, sculpturales et vidéo représentatives du travail de 8 artistes sous le commissariat de Sylvain Campeau.

- 2010, Royaume-Uni : Sous la direction de Claude Bélanger et le commissariat de Sylvain Campeau, dans le cadre d’un échange interbiennal, présentation de l’exposition Tactful Rituals lors de la Liverpool Biennial, du 18 septembre au 28 novembre 2010, pour le projet City States au Novas Contemporary Urban Center, pavillon d’expositions internationales.

- 2009, Brésil : Collaboration de Manif d’art pour la présentation en grande primeur de L’équation de l’eau (A equação de água) de Jean-Yves Vigneau du 8 août au 11 octobre 2009 à l’Opéra de Arama, dans la ville de Curitiba, lors de la cinquième édition de Vento Sul, une biennale brésilienne en arts visuels actuels dont la programmation réunissait une centaine d’artistes de 29 pays. Conférence de Pascale Bureau de Manif d’art sur la biennale de Québec au Paço da Liberdade à Curitiba.

- 2008, Royaume-Uni : Sous la direction de Claude Bélanger et le commissariat de Lisanne Nadeau, présentation à la Liverpool Biennial, du 20 septembre au 2 novembre 2008, de Vue sur Québec, une exposition de vidéo, sculpture, photographie, installation et peinture mettant à l’honneur la création québécoise selon la perspective de Manif d’art.

- 2008, Guatemala : En collaboration avec l’Office Québec-Amériques pour la jeunesse, sous le commissariat de Claude Bélanger, présentation d’œuvres de trois artistes québécois à l’événement MORFO dédié aux artistes de la relève en arts visuels, au Palacio Nacional de la Cultura, à la Casa Ibargüen et au Centro Cultural Metropolitano de la capitale Guatemala Ciudad.

- 2007, Chili : En coproduction avec la Bande Vidéo et sous le commissariat de Claude Bélanger, diffusion au Museo de Arte Contemporáneo durant la Bienal de Video y Nuevos Medios de Santiago du 2 au 28 octobre 2007 suivant la résidence de création vidéo de quatre artistes québécois.

- 2005, Europe : Soutien à Jocelyne Alloucherie dans ses démarches afin d’exposer à l’étranger. Récipiendaire du Prix Paul-Émile-Borduas (2002) et du Prix du Gouverneur général en arts visuels du Canada (2000). Réalisation de trois expositions à Venise, à Sedan et à Paris.

- 2004, France : Supervision d’un échange Québec-PACA (Provence-Alpes-Côte d’Azur) visant la production et la diffusion d’œuvres lors de résidences, workshops, expositions, projections, éditions, conférences.

- 2004, Chili : Programmation vidéo présentée à la Semana Francófona.